# رامون باريتو
رامون باريتو (بالإسبانية: Ramón Barreto)‏ هو حكم كرة قدم أوروغواياني، ولد في 14 سبتمبر 1939 في مونتفيدو في الأوروغواي، وتوفي بنفس المكان في 4 أبريل 2015.

## روابط خارجية
- رامون باريتو على موقع Soccerway.com (الإنجليزية)
- رامون باريتو على موقع أوليمبيديا (الإنجليزية)